# Łagów (gmina, Lubusz)
Pour les articles homonymes, voir Łagów.
Łagów est une gmina rurale (gmina wiejska) de la powiat de Świebodzin, dans la Voïvodie de Lubusz, dans l'ouest de la Pologne.
Son siège administratif (chef-lieu) est le village de Łagów, qui se situe environ 19 kilomètres au nord-ouest de Świebodzin (siège de la powiat), 45 kilomètres au sud de Gorzów Wielkopolski (capitale de la voïvodie) et 46 kilomètres au nord de Zielona Góra (siège de la diétine régionale).
La gmina couvre une superficie de 199,19 km2 pour une population de 5 135 habitants en 2006.

## Histoire
De 1975 à 1998, la gmina est attachée administrativement à la voïvodie de Zielona Góra.

Depuis 1999, elle fait partie de la voïvodie de Lubusz.

## Géographie
La gmina inclut les villages et localités de :

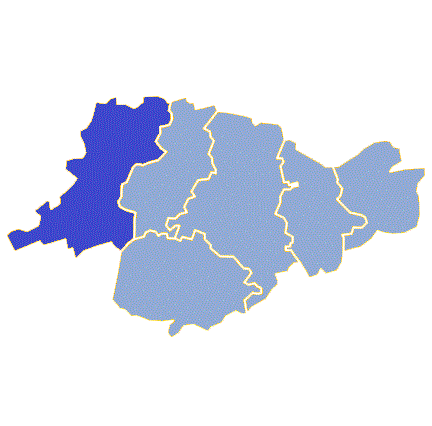
Plan de la gmina

- Czyste
- Gronów
- Jemiołów
- Kłodnica
- Kolonia Czartów
- Kosobudki
- Kosobudz
- Łagów
- Łagówek
- Niedźwiedź
- Pasałka
- Poźrzadło
- Sieniawa
- Stok
- Toporów
- Troszki
- Zamęt
- Żelechów

### Gminy voisines
La gmina de Łagów est voisine des gminy suivantes :
- Bytnica
- Lubrza
- Skąpe
- Sulęcin
- Torzym

## Structure du terrain
D'après les données de 2002, la superficie de la commune de Łagów est de 94,42 kilomètres carrés, répartis comme telle :
- terres agricoles : 32 %
- forêts : 59 %

La commune représente 21,25 % de la superficie du powiat.

## Démographie
Données du 30 juin 2004:
| Description        | Total  | Total | Femmes | Femmes | Hommes | Hommes |
| ------------------ | ------ | ----- | ------ | ------ | ------ | ------ |
| Unité              | Nombre | %     | Nombre | %      | Nombre | %      |
| Population         | 5 125  | 100   | 2 537  | 49,5   | 2 588  | 50,5   |
| Densité (hab./km²) | 25,7   | 25,7  | 12,7   | 12,7   | 13     | 13     |